# Ronde van Italië 1937
| Eindklassement      |                       |              |
| Algemeen klassement | Gino Bartali          | 112h 49' 28" |
| Tweede              | Giovanni Valetti      | + 8' 18"     |
| Derde               | Enrico Mollo          | + 17' 38"    |
| Vierde              | Severino Canavesi     | + 21' 38"    |
| Vijfde              | Cesare Del Cancia     | + 23' 18"    |
| Zesde               | Walter Generati       | + 27' 28"    |
| Zevende             | Edoardo Molinar       | + 30' 31"    |
| Achtste             | Bernardo Rogora       | + 32' 07"    |
| Negende             | Ambrogio Morelli      | + 48' 22"    |
| Tiende              | Adriano Vignoli       | + 55' 19"    |
| (Bel)               | Alphonse Deloor (31e) | + ..' .."    |
| (Ned)               | geen                  |              |
| Rode Lantaarn       | Elio Maldini (41e)    | + 6h 03' 15" |
| Bergklassement      | Gino Bartali          | ... punten   |
| Tweede              | Enrico Mollo          | ... punten   |
| Derde               | Luigi Barral          | ... punten   |
| Ploegenklassement   | Frejus                | ...h ..' .." |
| Tweede              | ...                   | -            |
| Derde               | ...                   | -            |

In 1937 ging de 25e Giro d'Italia op 8 mei van start in Milaan en eindigde op 30 mei in Milaan. Er stonden 93 renners verdeeld over 12 ploegen aan de start. Deze ronde werd gewonnen door de Italiaan Gino Bartali. Het was de eerste grote ronde waar een ploegentijdrit werd verreden. Pas in 1953 werd er weer een ploegentijdrit gereden in de Ronde van Italië. 
- Aantal ritten: 19, waarvan de 5e, de 8e, de 11e en de 19e uit twee delen bestonden.
- Totale afstand: 3840 km
- Gemiddelde snelheid: 31,365 km/h
- Aantal deelnemers: 93

## Belgische en Nederlandse prestaties
Er namen 5 Belgen en geen Nederlanders deel aan de Giro van 1937.

### Belgische etappezeges
- In 1937 was er geen Belgische etappezege.

### Nederlandse etappezeges
- In 1937 was er geen Nederlandse etappezege.

## Etappe uitslagen
| Datum  | Etappe     | Parcours                                     | Afstand | Eerste                  | Tweede                    | Derde                    | Klassementsleider       |
| ------ | ---------- | -------------------------------------------- | ------- | ----------------------- | ------------------------- | ------------------------ | ----------------------- |
| 8 mei  | etappe 1   | Milaan - Turijn                              | 165 km  | Nello Troggi (Ita)      | Giuseppe Olmo (Ita)       | Attilio Masarati (Ita)   | Nello Troggi (Ita)      |
| 9 mei  | etappe 2   | Turijn - Acqui Terme                         | 148 km  | Quirico Bernacchi (Ita) | Aldo Bini (Ita)           | Giovanni Gotti (Ita)     | Quirico Bernacchi (Ita) |
| 10 mei | etappe 3   | Acqui Terme - Genua                          | 158 km  | Giovanni Valetti (Ita)  | Mario Vicini (Ita)        | Marco Cimatti (Ita)      | Giovanni Valetti (Ita)  |
| 11 mei | etappe 4   | Genua - Viareggio                            | 186 km  | Olimpio Bizzi (Ita)     | Aldo Bini (Ita)           | Enrico Mollo (Ita)       | Giovanni Valetti (Ita)  |
| 12 mei | etappe 5a  | Viareggio - Marina di Massa (ploegentijdrit) | 60 km   | Legnano                 | Ganna                     | Italiani all'Estero      | Gino Bartali (Ita)      |
| 12 mei | etappe 5b  | Marina di Massa - Livorno                    | 114 km  | Olimpio Bizzi (Ita)     | Alphonse Deloor (Bel)     | Cesare Del Cancia (Ita)  | Giovanni Valetti (Ita)  |
| 13 mei | etappe 6   | Livorno - Arezzo                             | 190 km  | Giuseppe Olmo (Ita)     | Michele Mara (Ita)        | Walter Generati (Ita)    | Giovanni Valetti (Ita)  |
| 15 mei | etappe 7   | Arezzo - Rieti                               | 206 km  | Marco Cimatti (Ita)     | Aldo Bini (Ita)           | Glauco Servadei (Ita)    | Giovanni Valetti (Ita)  |
| 16 mei | etappe 8a  | Rieti - Monte Terminillo (tijdrit)           | 20 km   | Gino Bartali (Ita)      | Adalino Mealli (Ita)      | Giovanni Valetti (Ita)   | Gino Bartali (Ita)      |
| 16 mei | etappe 8b  | Rieti - Rome                                 | 152 km  | Raffaele Di Paco (Ita)  | Giuseppe Olmo (Ita)       | Glauco Servadei (Ita)    | Gino Bartali (Ita)      |
| 17 mei | etappe 9   | Rome - Napels                                | 250 km  | Learco Guerra (Ita)     | Vasco Bergamaschi (Ita)   | Adalino Mealli (Ita)     | Gino Bartali (Ita)      |
| 19 mei | etappe 10  | Napels - Foggia                              | 166 km  | Gino Bartali (Ita)      | Attilio Masarati (Ita)    | Enrico Mollo (Ita)       | Gino Bartali (Ita)      |
| 20 mei | etappe 11a | Foggia - San Severo                          | 186 km  | Walter Generati (Ita)   | Marco Cimatti (Ita)       | Glauco Servadei (Ita)    | Gino Bartali (Ita)      |
| 20 mei | etappe 11b | San Severo - Campobasso                      | 105 km  | Cesare Del Cancia (Ita) | Gino Bartali (Ita)        | Enrico Mollo (Ita)       | Gino Bartali (Ita)      |
| 21 mei | etappe 12  | Campobasso - Pescara                         | 258 km  | Marco Cimatti (Ita)     | Glauco Servadei (Ita)     | Eduardo Molinar (Ita)    | Gino Bartali (Ita)      |
| 22 mei | etappe 13  | Pescara - Ancona                             | 194 km  | Aldo Bini (Ita)         | Marco Cimatti (Ita)       | Pietro Rimoldi (Ita)     | Gino Bartali (Ita)      |
| 23 mei | etappe 14  | Ancona - Forlì                               | 178 km  | Aldo Bini (Ita)         | Glauco Servadei (Ita)     | Pietro Rimoldi (Ita)     | Gino Bartali (Ita)      |
| 25 mei | etappe 15  | Forlì - Vittorio Veneto                      | 266 km  | Glauco Servadei (Ita)   | Aldo Bini (Ita)           | Pietro Rimoldi (Ita)     | Gino Bartali (Ita)      |
| 26 mei | etappe 16  | Vittorio Veneto - Merano                     | 227 km  | Gino Bartali (Ita)      | Enrico Mollo (Ita)        | Walter Generati (Ita)    | Gino Bartali (Ita)      |
| 27 mei | etappe 17  | Merano - Gardone Riviera                     | 190 km  | Gino Bartali (Ita)      | Aldo Bini (Ita)           | Enrico Mollo (Ita)       | Gino Bartali (Ita)      |
| 29 mei | etappe 18  | Gardone Riviera - San Pellegrino Terme       | 129 km  | Glauco Servadei (Ita)   | Pietro Rimoldi (Ita)      | Bernardo Rogora (Ita)    | Gino Bartali (Ita)      |
| 30 mei | etappe 19a | San Pellegrino Terme - Como                  | 151 km  | Marco Cimatti (Ita)     | Glauco Servadei (Ita)     | Aldo Bini (Ita)          | Gino Bartali (Ita)      |
| 30 mei | etappe 19B | Como - Milaan                                | 141 km  | Aldo Bini (Ita)         | Domenico Piemontesi (Ita) | Giovanni Cazzulani (Ita) | Gino Bartali (Ita)      |

 winnaars · 
roze trui · 
  puntenklassement · 
  bergklassement · 
 jongerenklassement · 
 intergiro · 
 ploegenklassement · 
 strijdlust · 
 zwarte trui
Giro d'Italia Next Gen · Giro Donne · Cima Coppi
 Belgische rozetruidragers · etappewinnaars
 Nederlandse rozetruidragers · etappewinnaars
Mannen:
1909 · 
1910 · 
1911 · 
1912 · 
1913 · 
1914 · 
1919 · 
1920 · 
1921 · 
1922 · 
1923 · 
1924 · 
1925 · 
1926 · 
1927 · 
1928 · 
1929 · 
1930 · 
1931 · 
1932 · 
1933 · 
1934 · 
1935 · 
1936 · 
1937 · 
1938 · 
1939 · 
1940 · 
1946 · 
1947 · 
1948 · 
1949 · 
1950 · 
1951 · 
1952 · 
1953 · 
1954 · 
1955 · 
1956 · 
1957 · 
1958 · 
1959 · 
1960 · 
1961 · 
1962 · 
1963 · 
1964 · 
1965 · 
1966 · 
1967 · 
1968 · 
1969 · 
1970 · 
1971 · 
1972 · 
1973 · 
1974 · 
1975 · 
1976 · 
1977 · 
1978 · 
1979 · 
1980 · 
1981 · 
1982 · 
1983 · 
1984 · 
1985 · 
1986 · 
1987 · 
1988 · 
1989 · 
1990 · 
1991 · 
1992 · 
1993 · 
1994 · 
1995 · 
1996 · 
1997 · 
1998 · 
1999 · 
2000 · 
2001 · 
2002 · 
2003 · 
2004 · 
2005 · 
2006 · 
2007 · 
2008 · 
2009 · 
2010 · 
2011 · 
2012 · 
2013 · 
2014 · 
2015 · 
2016 · 
2017 · 
2018 · 
2019 · 
2020 · 
2021 · 
2022 · 
2023 · 
2024 · 
2025
Vrouwen:
1988 · 
1989 · 
1990 · 
1991 ·
1992 ·
1993 · 
1994 · 
1995 · 
1996 · 
1997 · 
1998 · 
1999 · 
2000 · 
2001 · 
2002 · 
2003 · 
2004 · 
2005 · 
2006 · 
2007 · 
2008 · 
2009 · 
2010 · 
2011 · 
2012 ·
2013 · 
2014 ·
2015 ·
2016 ·
2017 ·
2018 ·
2019 ·
2020 ·
2021 ·
2022 ·
2023 ·
2024 ·
2025